# 政治女同性戀主義
政治女同性戀主義（英語：Political lesbianism），是女性主義內部的現象，主要是第二波女性主義和基進女性主義；包括但不限女同性戀分離主義。政治女同性戀主義，主張性取向是一種政治和女性主義選擇，提倡女同性戀作為異性戀女性積極選項，以對抗性別歧視。

## 歷史
1960年代末的第二波女性主義的基進女性主義者中，政治女同志主義發展成對抗性別歧視和「強制異性戀」的一種方式。1981年，希拉·杰弗里斯在與利兹革命女权主义团体合著的《愛上妳的敵人？異性戀女性主義和政治女同志主義之間的辯論》（Love Your Enemy? The Debate Between Heterosexual Feminism and Political Lesbianism）一書中幫助發展此觀點。她們主張女人應該放棄支持異性戀，停止與男人發生關係，鼓勵女人將男人「趕出妳的床和腦中」。儘管政治女同志主義的核心主張是與男人分離，但不一定意味著政治女同志主義者必須與女人發生性關係；有些人選擇禁慾或自認為無性戀者。利茲革命女性主義團體對政治女同志主義的定義是「自認為女人的女人，不與男人發生性關係」。他們宣稱男性是敵人，與男人保持關係的女人是同謀，投入了對自身的壓迫。異性戀行為被視為父權政治結構的基本單位，因此拒絕異性戀行為的女同志打破了既定的政治體系。
基阿特金森，參與創立女性主義者組織的基進女性主義者，提出了概括該運動的標語：「女性主義是理論，女同志是實踐。」。

## 共同利益
女性主義為一些女人提供了一個平台，使她們能夠擺脫異性戀規範、傳統性別觀念、婚姻和家庭生活所帶來的壓迫，這些生活方式被一些女性主義者視為使女性處於從屬地位的系統。透過擺脫霸權的異性戀關係，女人有機會宣告自己是擁有共同利益的女同志。因此，女性主義能夠提供一個環境，在這裡女同志不再是聚焦於個人痛苦或煩惱，而是作為一個重要的政治議題來構框。
從廣義上說，政治女同志指的是女人與其他女人之間的政治認同，她超越了性別角色，並支持避免與男人建立關係。這部分基於一個觀點，即女人之間的共同利益和支持能夠創造出一種積極且必需的能量，這對於提升和強化女人在社會中的角色至關重要，而如果女人選擇傳統規範，這種發展將會被異性戀和性別歧視的制度所抑制。
儘管在女性主義運動中曾有過歧視女同志的歷史，最終仍然為她們提供了所需的政治平台。在這個過程中，她也擴展並引入了多樣的性別觀點。

## 女同志分離主義
分離女性主義是一種基進女性主義形式，主張反對父權的最佳方式是專注於女人和女孩。分離女性主義者普遍認為男人無法對女性主義運動作出積極貢獻，即使是出於好意的男人也會複製父權的動態。女同志分離主義，作為該思想的分支，主張女同志應該從她們所認為的異性戀主義、性別歧視社會分離出來。
Charlotte Bunch，早期的《The Furies Collective》成員之一，將女同志分離主義視為一種策略，一個“初步階段”，或是從主流活動中暫時撤退，以達成特定目標或促進個人成長。《The Furies Collective》的成員建議，女同志分離主義者應該只與那些斷絕與男性特權關聯的女性交往，並認為只要女性仍然從異性戀中獲益，享有其特權和安全感，她們最終會背叛那些沒有這些好處的女同性戀姐妹。

## 批判
一些女性主義理論關於性別的觀點迴避了生物固定性，並以社會建構論作為性別和性意識的基礎。然而，此觀點對於性意識和女同志議題引發了更多的思考，尤其是關於一個純粹由女同性戀者組成、沒有男人或孩子的社會的存續問題。如果性意識可以是人性的一種建構，那就幾乎沒有空間去理解人性形成的歷史性，尤其是男人或女人的歷史性助長了異性戀時。
當性意識被視為不只是選擇時，關於女同志和性意識也變得欠缺理論上的清晰性。 同時，如果女同志成為一種社會制度，那麼在這類關係中占據主導地位的角色也可能對政治女同志主義的初衷產生挑戰。
根據《性別研究詞典》，一些認為自己是「天生如此」的女同志認為，政治女同志或將女同性戀身分認同和關係視為制度化異性戀下的政治選擇的女人，正在挪用「女同志」這個詞，並且沒有經歷過或發聲反對女同志所遭受的壓迫。此外，也有一些女性主義者認為，「政治女同志主義」將女同志身分認同化約為一種拒絕男人和陰莖的政治選擇，忽視了女同志作為表達女人之間吸引力的深刻個人性，並抹消了跨性別女性及其女同志伴侶的經驗。

### 註腳
1. ↑  Bindel, Julie. . The Guardian. 27 March 2004  [2023-08-16]. （原始内容存档于2023-04-05）.
2. ↑  Krebs, Paula. . Off Our Backs 17.6. ProQuest 197156630.
3. ↑  Jeffreys, Sheila. .   [2023-08-16]. （原始内容存档于2020-11-22）.
4. ↑  Bindel, Julie. . The Guardian. 30 January 2009  [3 October 2012]. （原始内容存档于2013-08-07）.
5. ↑  Bunch, Charlotte. . The Furies: Lesbian/Feminist Monthly.   [12 May 2014]. （原始内容存档于2013-03-09）.
6. ↑  Koedt, Anne. . （原始内容存档于2015-04-29）.
7. ↑  "Feminism is the theory, lesbianism is the practice." (Chicago Women's Liberation Union pamphlet, Lesbianism and Feminism, 1971; Stevi Jackson, Sue Scott, Feminism and Sexuality: A Reader, Columbia University Press, 1996, p. 282)
8. ↑  Krebs, Paula M. . Off Our Backs. 1987, 17 (6)  [2024-10-12]. ProQuest 197156630. （原始内容存档于2025-04-03） –ProQuest （英语）.
9. 1 2  Ramazanoglu; Routledge, Feminism and the Contradictions of Oppression, Routledge, 1989. pp 84–86
10. ↑  Sarah Hoagland, Lesbian Ethics: toward new value, p. 60, 154, 294.
11. ↑  . outhistory.org.   [2024-02-29]. （原始内容存档于2021-01-12）.
12. ↑  Sandilands, Catriona. . Organization & Environment. 2002, 15 (2): 131–163  [2024-10-13]. ISSN 1086-0266. doi:10.1177/10826602015002002. （原始内容存档于2024-12-03） （英语）.
13. ↑  . American Psychological Association.   [13 May 2014]. （原始内容存档于2015-02-07）.
14. ↑  . Improving the lives of people with mental illness. Royal College of Psychiatrists.   [2014-05-13]. （原始内容存档于2014-09-11）.
15. ↑  Griffin, Gabriele. . Oxford University Press. 2017. ISBN 9780191834837.
16. ↑  Stephanie Farnsworth. . The Queerness. 2016-01-30  [2024-10-12]. （原始内容存档于2025-04-03）.

### 延伸閱讀
- Allison, Ruth. . . Los Angeles: Medco Books. 1967. OCLC 7965371.
- Baderoon, Gabeba. Jain, Andrea R. , 编. . Journal of the American Academy of Religion (Oxford: Oxford University Press on behalf of the American Academy of Religion). December 2015, 83 (4): 897–915. ISSN 0002-7189. JSTOR 43900142. LCCN sc76000837. OCLC 1479270. doi:10.1093/jaarel/lfv075. eISSN 1477-4585.
- Barnes, J.J. . Feminist Current. July 8, 2017  [April 13, 2019]. （原始内容存档于April 13, 2019）.
- Gottschalk, Lorene. . [S.I. : s.n.] 1999. OCLC 320880086.
- Leeds Revolutionary Feminist Group; Onlywomen Press. . . London: Onlywomen Press. 1981: 66  [2023-08-16]. ISBN 0906500087. （原始内容存档于2020-11-22）.
- Kitzinger, Celia; Wilkinson, Sue. . London; Newbury Park, Calif.: Sage Publications. 1987. ISBN 0-8039-8116-3. OCLC 18388282.
- Morris, Bonnie J.  1st. SUNY Press. 2016  [2023-08-16]. ISBN 978-1-4384-6177-9. （原始内容存档于2017-06-27）.
- Rich, Adrienne. . . W.W. Norton & Company. 1986: 23. ISBN 978-0-393-31162-4. (Originally published in Signs: Journal of Women in Culture and Society, Summer 1980, 5, no. 4, pp. 631–660.)
- Robertson, Michelle. . Nathan, Qld.: Griffith University. 1984. OCLC 222860038.
- Thompson, Denise. . Chicago: Spinifex Press. 1991. ISBN 978-1-74219-457-8. OCLC 782877206.

### 代表人物
- 艾德丽安·里奇
- 格洛麗亞·E·安札杜爾